# Покшивно (Торунський повіт)
Покшивно (пол. Pokrzywno, нім. Engelsburg) — село в Польщі, у гміні Черніково Торунського повіту Куявсько-Поморського воєводства.
Населення — 80 осіб (2011).
У 1975-1998 роках село належало до Влоцлавського воєводства.

## Демографія
Демографічна структура станом на 31 березня 2011 року:
|          | Загалом | Допрацездатний вік | Працездатний вік | Постпрацездатний вік |
| -------- | ------- | ------------------ | ---------------- | -------------------- |
| Чоловіки | 35      | 11                 | 23               | 1                    |
| Жінки    | 45      | 11                 | 26               | 8                    |
| Разом    | 80      | 22                 | 49               | 9                    |